# Maryan Wisnieski
Maryan Wisnieski (Calonne-Ricouart, 1º febbraio 1937 – Carpentras, 3 marzo 2022) è stato un calciatore francese, di origini polacche, di ruolo attaccante.

## Carriera
A livello di club, giocò per Lens, Sampdoria, FC Sochaux e FC Grenoble.
Con la Nazionale di calcio della Francia, per la quale è sceso in campo 33 volte segnando 12 gol, partecipò ai Mondiali del 1958 e agli Europei del 1960. Fece il suo debutto in nazionale il 3 agosto 1955, all'età di 18 anni e 6 mesi.

## Palmarès

### Club

#### Competizioni nazionali
- Coppa Charles Drago: 2

Lens: 1959, 1960

#### Competizioni internazionali
- Coppa dell'Amicizia: 1

Lens: 1962